# Championnats du monde de gymnastique acrobatique 2010
Navigation
Édition précédente Lake Buena Vista 2012
Le 22e championnat du monde de gymnastique acrobatique a eu lieu à Wroclaw en Pologne du 16 au 18 juillet 2010.

## Résultats

### Quatuor masculin
| Rang | Équipe                                                                  | Pays        | Points |
| ---- | ----------------------------------------------------------------------- | ----------- | ------ |
|      | Adam Buckingham, Adam MCassey, Alexander Uttley, Jonathan Stranks       | Royaume-Uni | 28.854 |
|      | Wangxin Xue, Sheng Fang, Yuchao Zhao, Youliang Han                      | Chine       | 28.801 |
|      | Artur Avakyan, Yuriy Gerasimov, Grigory Sergienko, Konstantin Stetsenko | Russie      | 28.552 |
| 4    | Kiryl Shatau, kiryl Zhdanovich, Vadzim Ulasevich, Artsiom Khvlko        | Biélorussie | 27.280 |
| 5    | Rostyslav Romaniak, Andriy Moskva, Roman Petsukh, Kostiantyn Gnatiuk    | Ukraine     | 26.300 |
| 6    | Tomasz Antonowicz, Michal Jarczak, Szymon Rudyk, Marciej Piasecki       | Pologne     | 24.900 |

### Duo masculin
| Rang | Équipe                                 | Pays        | Points |
| ---- | -------------------------------------- | ----------- | ------ |
|      | Edward Upcott, Douglas Fordyce         | Royaume-Uni | 28.662 |
|      | Alexei Dudchenko, Konstantin Pilipchuk | Russie      | 28.506 |
|      | Yauheni Kalachou, Ruslan Fedchanka     | Biélorussie | 28.052 |
| 4    | Antoan Andomov, Yasen Georgiev         | Bulgarie    | 27.400 |
| 5    | Iaroslav Pulin, Dmytro Tarasenko       | Ukraine     | 26.580 |
| 6    | Hengyi Yang, Hongen Chen               | Chine       | 26.317 |
| 7    | Axel Osborne, Dilan Inserra            | États-Unis  | 26.250 |
| 8    | Konstantin Averin, Petr Gmyzun         | Kazakhstan  | 25.420 |

### Duo mixte
| Rang | Équipe                                         | Pays        | Points |
| ---- | ---------------------------------------------- | ----------- | ------ |
|      | Kristin Allen, Michael Rodrigues               | États-Unis  | 28.600 |
|      | Tatiana Okulova, Revaz Gurgenidze              | Russie      | 28.300 |
|      | Yan Huang, Shaolong Zhang                      | Chine       | 27.858 |
| 4    | Anzhalika Kashpanava, Yury Vaitsiakhoski       | Biélorussie | 27.120 |
| 5    | Amber Van Wijk, Nik De Roek                    | Belgique    | 26.910 |
| 6    | Ana Koklejeva, Dmitrj Sumilo                   | Lituanie    | 26.900 |
| 7    | Mariana Gradim Alves, Filipe Sarnebto Oliveira | Portugal    | 26.220 |
| 8    | Mirela Ivanova, Zlatin Kirov                   | Bulgarie    | 25.480 |

### Trio féminin
| Rang | Équipe                                                      | Pays        | Points |
| ---- | ----------------------------------------------------------- | ----------- | ------ |
|      | Ekaterina Stroynova, Ekaterina Loginova, Aygu Shaykhudinova | Russie      | 28.650 |
|      | Jennie Miller, Emma Walters, Katherine Smith                | Royaume-Uni | 28.320 |
|      | Kateryna Kalyta, Nataliya Vinnyk, Luliia Odintsova          | Ukraine     | 28.290 |
| 4    | Corinne Van Hombeeck, Maaike Croket, Eloïse Vanstaen        | Belgique    | 28.152 |
| 5    | Sarah Le Corre, Christal Dupire-Betoule, Maxine Eouzan      | France      | 27.754 |
| 6    | Kinga Beker, Kinga Grzeskow, Kamila Kowalska                | Pologne     | 27.400 |
| 7    | Noelia Acuna, Sara Garcia, Carolina Gomez Farinas           | Espagne     | 26.470 |
| 8    | Dora Meleg, Borbala Vincze, Andrea Xue                      | Hongrie     | 26.430 |

### Duo féminin
| Rang | Équipe                                     | Pays        | Points |
| ---- | ------------------------------------------ | ----------- | ------ |
|      | Kateryna Sytnikova, Anastasiya Melnychenko | Ukraine     | 28.709 |
|      | Katsiaryna Murashko, Alina Yushko          | Biélorussie | 28.502 |
|      | Anzhelika Pikhulina, Anastasia Sokolenko   | Russie      | 28.001 |
| 4    | Ayla Ahmadova, Dilara Sultanova            | Azerbaïdjan | 27.900 |
| 5    | Yan Huang, Cuicui Wang                     | Chine       | 27.507 |
| 6    | Janina Hiller, Sophia Müller               | Allemagne   | 26.820 |